# Fina Torres
Josefina Torres Benedetti (Caracas, 9 de outubro de 1951) é uma diretora e produtora de cinema venezuelana.

## Biografia
Estudou desenho, jornalismo e fotografia na Venezuela. Depois viajou para Paris, onde deu continuou seus estudos de cinema no Institute dês Hautes Études Cinématographiques (IDHEC), e depois de graduar-se, exerceu como editora, operadora de câmera e script, enquanto desenvolvia seus próprios projetos de curta-metragem e documentário.  
Em 1985 ganhou o prêmio Cámera d'Or do Festival de Cannes, por sua obra prima, o filme Oriana. Em 1993 co-escreveu, produziu e dirigiu o filme Mecânicas celestes, protagonizado pela espanhola Ariadna Gil. Em 2000 dirigiu a outra espanhola, Penélope Cruz, na comédia romântica Woman on top, para a empresa norte-americana Fox Searchlights. Em 2010, escreveu e dirigiu a fita Habana Eva, com a venezuelana Prakriti Maduro como protagonista, um filme desenvolvido em Havana, Cuba. No ano 2014 estreou Liz em setembro com Patricia Velásquez e Eloísa Maturén.  
Na atualidade reside em Los Angeles, Califórnia; onde prepara seus projetos cinematográficos. 

## Filmografia
| Ano  | Título                   |
| ---- | ------------------------ |
| 1982 | Room Service             |
| 1985 | Oriana                   |
| 1991 | Luna llena               |
| 1993 | Le tailleur autrichien   |
| 1995 | Mécaniques célestes      |
| 2000 | Woman on Top             |
| 2005 | Esperanza                |
| 2008 | The Leap Years           |
| 2010 | Predefinição:Lien        |
| 2011 | From Prada to Nada       |
| 2011 | Contracorriente la serie |
| 2014 | Liz en Septiembre        |